# Profunditat de passada
La profunditat de passada  és l'amplada de tall que té una eina de torn o de fresadora. Es reflecteix per l'ample de l'encenall. El seu valor està en conconancia amb la quantitat de material que s'hagi de remoure, la mecanibilitat d'aquest, el tipus d'eina que s'utilitzi i està condicionat per la potència de la màquina, i la velocitat de tall i l'avanç als que treballi la màquina.